# Ne fais pas ça !
Pour plus de détails, voir Fiche technique et Distribution.
Ne fais pas ça ! est un film franco-allemand réalisé par Luc Bondy, sorti en 2004.

## Fiche technique
- Titre français : Ne fais pas ça !
- Réalisation : Luc Bondy
- Scénario : Luc Bondy et Philippe Djian
- Photographie : Christian Berger
- Montage : Monika Willi
- Musique : Alain Wisniak
- Pays d'origine :  France /  Allemagne
- Langue : français
- Format :
- Genre : drame
- Durée : 90 min.
- Dates de sortie : 2004

## Distribution
- Nicole Garcia : Édith
- Natacha Régnier : Nicole
- Miki Manojlovic : Francis
- Fabrizio Rongione : Joël
- Rüdiger Vogler : Jérôme
- Dominique Reymond : Sonia / Ruth
- André Marcon : Paul
- Jean-Pierre Kalfon : Le monologuant au comptoir
- Barbet Schroeder : Un client du restaurant
- Frédéric Giroutru : Le livreur de pizza